# Sekatung
Sekatung est l'île frontalière d'Indonésie la plus septentrionale. Elle est située en mer de Chine du Sud et au nord-est de l'île de Laut. Elle est limitrophe du Vietnam. Administrativement, l'île fait partie du kabupaten de Natuna dans la province des îles Riau. D'une superficie de 0,3 km², elle est inhabitée.